# Squadra croata di Coppa Davis
La squadra croata di Coppa Davis rappresenta la Croazia nella Coppa Davis, ed è posta sotto l'egida della Associazione Croata di Tennis.
La squadra partecipa alla competizione dal 1993, dopo aver ottenuto l'indipendenza dalla Jugoslavia il 25 giugno 1991. Vanta due successi nella manifestazione, nel 2005 dopo aver sconfitto in finale a Bratislava la Slovacchia per 3-2 e nel 2018 battendo 3-1 la Francia a Lilla. Nel 2016 raggiunge la finale, ma viene sconfitta a Zagabria dall'Argentina per 3-2. Ha perso la finale anche nel 2021 a Madrid contro la Russia.

## Organico 2024
Vengono di seguito illustrati i convocati per ogni singolo turno della Coppa Davis 2024. A sinistra dei nomi la nazione affrontata e il risultato finale. Fra parentesi accanto ai nomi, il ranking del giocatore nel momento della disputa degli incontri (la "d" indica che il ranking corrisponde alla specialità del doppio).
| Qualificazioni Gruppo Mondiale | Qualificazioni Gruppo Mondiale                                                                    |
| Belgio (1-3)                   | Duje Ajduković (125) Nino Serdarušić (321) Marin Čilić (1044) Mate Pavić (30 d) Ivan Dodig (42 d) |
| ------------------------------ | ------------------------------------------------------------------------------------------------- |

| Gruppo Mondiale I - Turno principale | Gruppo Mondiale I - Turno principale                                                         |
| Lituania (4-0)                       | Duje Ajduković (106) Matej Dodig (291) Mili Poljicak (328) Borna Gojo (440) Mate Pavić (3 d) |
| ------------------------------------ | -------------------------------------------------------------------------------------------- |

## Risultati
= Incontro del Gruppo Mondiale

### 2010-2019
| Anno | Turno                        | Data            | Sede                | Avversario    | Punteggio | Esito     |
| ---- | ---------------------------- | --------------- | ------------------- | ------------- | --------- | --------- |
| 2010 | Gruppo Mondiale, 1º turno    | 5-7 marzo       | Varaždin (HRV)      | Ecuador       | 5–0       | Vittoria  |
| 2010 | Gruppo Mondiale, Quarti      | 9-11 luglio     | Spalato (HRV)       | Serbia        | 1–4       | Sconfitta |
| 2011 | Gruppo Mondiale, 1º turno    | 4-6 marzo       | Zagabria (HRV)      | Germania      | 2–3       | Sconfitta |
| 2011 | Spareggi Gruppo Mondiale     | 16-18 settembre | Potchesfroom (ZAF)  | Sudafrica     | 4–1       | Vittoria  |
| 2012 | Gruppo Mondiale, 1º turno    | 10-12 febbraio  | Kōbe (JPN)          | Giappone      | 3–2       | Vittoria  |
| 2012 | Gruppo Mondiale, Quarti      | 6-8 aprile      | Buenos Aires (ARG)  | Argentina     | 1–4       | Sconfitta |
| 2013 | Gruppo Mondiale, 1º turno    | 1-3 febbraio    | Torino (ITA)        | Italia        | 2–3       | Sconfitta |
| 2013 | Spareggi Gruppo Mondiale     | 13-15 settembre | Umago (HRV)         | Gran Bretagna | 1–4       | Sconfitta |
| 2014 | Gruppo I, 2º turno           | 4-6 aprile      | Varsavia (POL)      | Polonia       | 3–1       | Vittoria  |
| 2014 | Spareggi Gruppo Mondiale     | 12-14 settembre | Amsterdam (NLD)     | Paesi Bassi   | 3–2       | Vittoria  |
| 2015 | Gruppo Mondiale, 1º turno    | 6-8 marzo       | Kraljevo (SRB)      | Serbia        | 0–5       | Sconfitta |
| 2015 | Spareggi Gruppo Mondiale     | 18-20 settembre | Florianópolis (BRA) | Brasile       | 3–1       | Vittoria  |
| 2016 | Gruppo Mondiale, 1º turno    | 4-6 marzo       | Liegi (BEL)         | Belgio        | 3–2       | Vittoria  |
| 2016 | Gruppo Mondiale, Quarti      | 15-17 luglio    | Beaverton (USA)     | Stati Uniti   | 3–2       | Vittoria  |
| 2016 | Gruppo Mondiale, Semifinale  | 16-18 settembre | Zara (HRV)          | Francia       | 3–2       | Vittoria  |
| 2016 | Gruppo Mondiale, Finale      | 25-27 novembre  | Zagabria (HRV)      | Argentina     | 2–3       | Sconfitta |
| 2017 | Gruppo Mondiale, 1º turno    | 3-4 febbraio    | Osijek (HRV)        | Spagna        | 2–3       | Sconfitta |
| 2017 | Spareggi Gruppo Mondiale     | 15-17 settembre | Bogotà (COL)        | Colombia      | 4–1       | Vittoria  |
| 2018 | Gruppo Mondiale, 1º turno    | 2-4 febbraio    | Osijek (HRV)        | Canada        | 3–1       | Vittoria  |
| 2018 | Gruppo Mondiale, Quarti      | 6-7 aprile      | Varaždin (HRV)      | Kazakistan    | 3–1       | Vittoria  |
| 2018 | Gruppo Mondiale, Semifinale  | 14-16 settembre | Zara (HRV)          | Stati Uniti   | 3–2       | Vittoria  |
| 2018 | Gruppo Mondiale, Finale      | 23-25 novembre  | Lilla (FRA)         | Francia       | 3–1       | Campione  |
| 2019 | Gruppo Mondiale, Round robin | 18 novembre     | Madrid (ESP)        | Russia        | 0–3       | Sconfitta |
| 2019 | Gruppo Mondiale, Round robin | 20 novembre     | Madrid (ESP)        | Spagna        | 0–3       | Sconfitta |

| Anno | Turno                               | Data         | Sede           | Avversario  | Punteggio | Esito     |
| ---- | ----------------------------------- | ------------ | -------------- | ----------- | --------- | --------- |
| 2021 | Qualificazioni Gruppo Mondiale      | 6-7 marzo    | Zagabria (HRV) | India       | 3–1       | Vittoria  |
| 2021 | Gruppo Mondiale, Round robin        | 25 novembre  | Torino (ITA)   | Australia   | 3–0       | Vittoria  |
| 2021 | Gruppo Mondiale, Round robin        | 28 novembre  | Torino (ITA)   | Ungheria    | 2–1       | Vittoria  |
| 2021 | Gruppo Mondiale, Quarti             | 29 novembre  | Torino (ITA)   | Italia      | 2–1       | Vittoria  |
| 2021 | Gruppo Mondiale, Semifinale         | 3 dicembre   | Madrid (ESP)   | Serbia      | 2–1       | Vittoria  |
| 2021 | Gruppo Mondiale, Finale             | 5 dicembre   | Madrid (ESP)   | Russia      | 0–2       | Sconfitta |
| 2022 | Gruppo Mondiale, Round robin        | 14 settembre | Bologna (ITA)  | Italia      | 0–3       | Sconfitta |
| 2022 | Gruppo Mondiale, Round robin        | 15 settembre | Bologna (ITA)  | Svezia      | 2–1       | Vittoria  |
| 2022 | Gruppo Mondiale, Round robin        | 17 settembre | Bologna (ITA)  | Argentina   | 2–1       | Vittoria  |
| 2022 | Gruppo Mondiale, Quarti             | 23 novembre  | Malga (ESP)    | Spagna      | 2–0       | Vittoria  |
| 2022 | Gruppo Mondiale, Semifinale         | 25 novembre  | Malga (ESP)    | Australia   | 1–2       | Sconfitta |
| 2023 | Qualificazioni Gruppo Mondiale      | 4-5 febbraio | Fiume (HRV)    | Australia   | 3–1       | Vittoria  |
| 2023 | Gruppo Mondiale, Round robin        | 13 settembre | Spalato (HRV)  | Stati Uniti | 1–2       | Sconfitta |
| 2023 | Gruppo Mondiale, Round robin        | 15 settembre | Spalato (HRV)  | Finlandia   | 1–2       | Sconfitta |
| 2023 | Gruppo Mondiale, Round robin        | 17 settembre | Spalato (HRV)  | Paesi Bassi | 2–1       | Vittoria  |
| 2024 | Qualificazioni Gruppo Mondiale      | 3-4 febbraio | Varaždin (HRV) | Belgio      | 1–3       | Sconfitta |
| 2024 | Gruppo Mondiale I, Turno principale | 14 settembre | Varaždin (HRV) | Lituania    | 4–0       | Vittoria  |

## Statistiche giocatori
Di seguito la classifica dei tennisti croati con almeno una partecipazione in Coppa Davis, ordinati in base al numero di vittorie. In caso di parità si tiene conto del maggior numero di incontri disputati; in caso di ulteriore parità viene dato più valore agli incontri in singolare; come quarto e ultimo criterio viene considerata la data d'esordio. In grassetto quelli tuttora in attività.

Aggiornato alla Coppa Davis 2025 (Croazia-Slovacchia 3-1).
| #  | Tennista         | Singolare | Doppio | Totale |
| -- | ---------------- | --------- | ------ | ------ |
| 1  | Marin Čilić      | 33-17     | 10-6   | 43-23  |
| 2  | Ivan Ljubičić    | 23-13     | 13-6   | 36-19  |
| 3  | Goran Ivanišević | 20-6      | 13-5   | 33-11  |
| 4  | Mario Ančić      | 13-11     | 8-2    | 21-13  |
| 5  | Borna Ćorić      | 16-9      | 0-0    | 16-9   |
| 6  | Ivo Karlović     | 9-10      | 4-4    | 13-14  |
| 7  | Ivan Dodig       | 2-7       | 10-11  | 12-18  |
| 8  | Saša Hiršzon     | 6-8       | 5-4    | 11-12  |
| 9  | Nikola Mektić    | 1-2       | 10-4   | 11-6   |
| 10 | Mate Pavić       | 0-1       | 10-10  | 10-11  |
| 11 | Borna Gojo       | 9-6       | 0-0    | 9-6    |
| 12 | Lovro Zovko      | 5-2       | 1-7    | 6-9    |
| 13 | Duje Ajduković   | 3-2       | 1-0    | 4-2    |
| 14 | Franko Škugor    | 1-3       | 2-2    | 3-5    |
| 15 | Roko Karanušić   | 2-5       | 0-1    | 2-6    |
| 16 | Marin Draganja   | 0-1       | 2-2    | 2-3    |
| 17 | Igor Sarić       | 2-0       | 0-0    | 2-0    |

| #  | Tennista        | Singolare | Doppio | Totale |
| -- | --------------- | --------- | ------ | ------ |
| 18 | Goran Prpić     | 1-3       | 0-2    | 1-5    |
| 19 | Mate Delić      | 1-4       | 0-0    | 1-4    |
| 20 | Željko Krajan   | 1-2       | 0-0    | 1-2    |
| 21 | Antonio Veić    | 1-2       | 0-0    | 1-2    |
| 22 | Dino Prižmić    | 1-2       | 0-0    | 1-2    |
| 23 | Viktor Galović  | 1-1       | 0-0    | 1-1    |
| 24 | Goran Oresić    | 1-1       | 0-0    | 1-1    |
| 25 | Matej Dodig     | 1-1       | 0-0    | 1-1    |
| 26 | Ivan Beros      | 1-0       | 0-0    | 1-0    |
| 27 | Nino Serdarušić | 1-0       | 0-0    | 1-0    |
| 28 | Mili Poljicak   | 0-0       | 1-0    | 1-0    |
| 29 | Kamilo Keretic  | 0-3       | 0-0    | 0-3    |
| 30 | Saša Tuksar     | 0-2       | 0-0    | 0-2    |
| 31 | Ivan Vajda      | 0-1       | 0-0    | 0-1    |
| 32 | Ivan Cerović    | 0-1       | 0-0    | 0-1    |
| 33 | Ante Pavić      | 0-1       | 0-0    | 0-1    |

- I risultati ottenuti da Goran Ivanišević e Goran Prpic sono quelli registrati solo con la maglia della nazionale croata. Dal momento che la loro carriera si è dipanata a cavallo fra anni ottanta e anni novanta, prima della nascita della nazione croata questi due tennisti difendevano la maglia della Jugoslavia, considerata l'antenata dell'attuale Serbia.

## Andamento
La seguente tabella riflette l'andamento della squadra dal 1990 ad oggi. Le tre colonne grigie indicano che la squadra non ha preso parte alla manifestazione in quegli anni, in quanto la squadra non esisteva.
| Pos.           | 90 | 91 | 92 | 93 | 94 | 95 | 96 | 97 | 98 | 99 | 00 | 01 | 02 | 03 | 04 | 05 | 06 | 07 | 08 | 09 | 10 | 11 | 12 | 13 | 14 | 15 | 16 | 17 | 18 | 19 | 21 | 22 | 23 | 24 |
| -------------- | -- | -- | -- | -- | -- | -- | -- | -- | -- | -- | -- | -- | -- | -- | -- | -- | -- | -- | -- | -- | -- | -- | -- | -- | -- | -- | -- | -- | -- | -- | -- | -- | -- | -- |
| Campione       |    |    |    |    |    |    |    |    |    |    |    |    |    |    |    | 1° |    |    |    |    |    |    |    |    |    |    |    |    | 2° |    |    |    |    |    |
| Finalista      |    |    |    |    |    |    |    |    |    |    |    |    |    |    |    |    |    |    |    |    |    |    |    |    |    |    |    |    |    |    |    |    |    |    |
| SF             |    |    |    |    |    |    |    |    |    |    |    |    |    |    |    |    |    |    |    |    |    |    |    |    |    |    |    |    |    |    |    |    |    |    |
| QF             |    |    |    |    |    |    |    |    |    |    |    |    |    |    |    |    |    |    |    |    |    |    |    |    |    |    |    |    |    |    |    |    |    |    |
| OF             |    |    |    |    |    |    |    |    |    |    |    |    |    |    |    |    |    |    |    |    |    |    |    |    |    |    |    |    |    |    |    |    |    |    |
| Qualificazioni | x  | x  | x  | x  | x  | x  | x  | x  | x  | x  | x  | x  | x  | x  | x  | x  | x  | x  | x  | x  | x  | x  | x  | x  | x  | x  | x  | x  | x  |    |    |    |    |    |
| Gruppo I       |    |    |    |    |    |    |    |    |    |    |    |    |    |    |    |    |    |    |    |    |    |    |    |    |    |    |    |    |    |    |    |    |    |    |
| Gruppo II      |    |    |    |    |    |    |    |    |    |    |    |    |    |    |    |    |    |    |    |    |    |    |    |    |    |    |    |    |    |    |    |    |    |    |
| Gruppo III     | x  | x  |    |    |    |    |    |    |    |    |    |    |    |    |    |    |    |    |    |    |    |    |    |    |    |    |    |    |    |    |    |    |    |    |
| Gruppo IV      | x  | x  | x  | x  | x  | x  | x  |    |    |    |    |    |    | x  |    |    |    |    |    |    | x  | x  | x  | x  | x  | x  | x  | x  | x  | x  | x  |    |    |    |

Legenda
- Campione: La squadra ha conquistato la Coppa Davis.
- Finalista: La squadra ha disputato e perso la finale.
- SF: La squadra è stata sconfitta in semifinale.
- QF: La squadra è stata sconfitta nei quarti di finale.
- OF: La squadra è stata sconfitta negli ottavi di finale (1º turno). Dal 2019 sostituito dal Round Robin.
- Qualificazioni: La squadra è stata sconfitta al turno di qualificazione. Istituito nel 2019.
- Gruppo I: La squadra ha partecipato al Gruppo I della propria zona di appartenenza.
- Gruppo II: La squadra ha partecipato al Gruppo II della propria zona di appartenenza.
- Gruppo III: La squadra ha partecipato al Gruppo III della propria zona di appartenenza.
- Gruppo IV: La squadra ha partecipato al Gruppo IV della propria zona di appartenenza.
- x: Ove presente, la x indica che in quel determinato anno, il Gruppo in questione non è esistito.